# Saint-Jorioz
Saint-Jorioz è un comune francese di 5 941 abitanti situato nel dipartimento dell'Alta Savoia della regione dell'Alvernia-Rodano-Alpi.
È un comune ubicato sulla riva ovest del Lago di Annecy, a circa 10 chilometri dalla città di Annecy che è sede di prefettura del dipartimento dell'Alta Savoia ed è inoltre distante da 35 chilometri da Albertville che è il dipartimento della vicina Savoia. La città di Saint-Jorioz ha una vastità di territorio di 23 km2 e la sua altitudine s.l.m. è di 446 metri.

## Società

### Evoluzione demografica
Abitanti censiti